# 웨이버스
웨이버스(Wavus Co. Ltd.)는 대한민국의 공간정보 플랫폼 기업이다. 본사는 서울특별시 구로구 디지털로26길 61 1001호(구로동, 에이스하이엔드타워2차)에 위치해 있으며 대표이사는 김학성, 박창훈이다.

## 사업
공간정보 플랫폼 기반 사업, 공간정보 SI사업, IT컨설팅 및 인프라 구축 사업 등을 영위한다

## 역사
웨이버스는 2004년 12월 쌍용정보통신의 사업 구조 재편 과정에서 지리정보시스템(GIS) 부문이 분사하여 설립된 기업이다. 당시 쌍용정보통신은 수익성 중심의 내실 경영을 목표로 3개 사업 부문을 독립 법인으로 분리하였으며, 이 과정에서 GIS 부문은 ‘웨이버스’라는 사명으로 출범했다. 분사 당시 약 120여 명의 인력이 GIS, 시스템관리(SM) 서비스, 통신 유지보수 서비스 부문에서 각각 웨이버스, 유인시스, 쌍용정보기술로 옮겨갔으며, 웨이버스는 이후 공간정보 분야를 중심으로 독자적인 사업을 전개하게 되었다.

웨이버스는 설립 직후부터 휴대인터넷과 DMB 등 차세대 통신 인프라 구축과 관련된 지리정보시스템(GIS) 수요를 발굴하여 민간 시장을 주요 타깃으로 삼았다. 당시 약 40명 규모의 조직은 대부분 쌍용정보통신 출신 GIS 전문 인력으로 구성되었으며, 통신망 분석, 커버리지 설계 및 플래닝, 도시정보시스템(UIS), 텔레매틱스, 통신 선로관리 등 다양한 솔루션을 보유하고 있었다. 회사는 기지국 배치 최적화, GIS 기반 고객관계관리(CRM) 등 민간 부문의 신규 응용 분야에 집중하였으며, 설립 원년인 2005년에는 150억 원 규모의 계약과 120억 원의 매출을 목표로 사업 기반을 확립하고자 했다.
이후 웨이버스는 u-시티(U-City) 및 유비쿼터스 도시정보시스템(u-GIS) 분야로 사업을 확장하였다. 화성 동탄신도시, 파주 운정신도시, 송도신도시 등에서 첨단 지능형 가로등(u-Pole)과 통합관제센터 제어 기술을 시험 적용하였으며, 여수산업단지 시설물관리시스템, 종합 국토정보관리시스템, 국·공유지 재산관리시스템 등 국가기반 인프라 사업을 수행했다. 또한 KT, KTF, 하나로텔레콤, SK네트웍스 등의 선로시설관리시스템 구축에도 참여하며 통신 분야로 진출했고, 이후 홈네트워크, 위치정보서비스(LBS), 와이브로(WiBro) 서비스 등 차세대 정보통신 사업으로 사업 영역을 넓혔다.
아울러 웨이버스는 2007년부터 지식경제부 국책과제에 참여하여 한국전자통신연구원(ETRI), KT, 서울대학교 등과 공동으로 실내 측위 기술을 개발하였다. 이 기술은 무선랜 신호세기를 활용하여 약 3m 내외의 정확도로 사용자의 위치를 파악할 수 있으며, 2009년 서울 코엑스 쇼핑몰에서 테스트베드 실증이 진행되었다.
이 시기에 웨이버스는 기존 GIS 사업을 기반으로 사업 다각화를 추진하였다. 공공부문에서는 항만지하시설물 GIS 데이터베이스 구축, 국토정보센터 시스템통합 및 정보화전략계획(ISP) 수립, 지적조사시스템 및 한국토지정보시스템(KLIS) 고도화 등 대형 프로젝트를 수행하며 공공시장에서 입지를 강화했다. KLIS 사업에서는 국공유지 매각 가능 필지를 발굴하고 의사결정 지원 기능을 구현하였다. 또한 RFID/USN 기반 공공자전거 관리 솔루션, 지능형 가로등(U-Pole), 도시문화서비스 등 신규 솔루션을 개발하여 적용했고, 스마트그리드 시범사업 참여와 해외 진출을 준비하는 등 신규 분야로 사업 영역을 확대했다.

## 수상
- 2009년: 대한민국 건설환경기술상 – 건설 IT 대상 (국토일보, 2009년 7월 16일)

## 참고문헌
1. ↑  웨이버스 주가, 우렁찬 함성, 금강일보, 2024.06.11
2. ↑  www.etnews.com (2004년 12월 9일). “쌍용정보통신 3개사업 분사”. 2025년 8월 15일에 확인함.
3. ↑  “::::: 해커즈뉴스 / 해커몰 :::::”. 2025년 8월 15일에 확인함.
4. ↑  “[BizⓝCEO] (주)웨이버스‥GIS 특화솔루션으로 'u-시티' 사업 참여”. 2025년 8월 15일에 확인함.
5. ↑  “ETRI, 휴대폰 '실내 위치찾기'서비스 개발”. 2009년 4월 30일. 2025년 8월 16일에 확인함.
6. ↑  기자, 배옥진 (2009년 10월 11일). “[주목 e기업] 웨이버스, 공간정보산업 개척…`u시티`등 영역확장”. 2025년 8월 15일에 확인함.